# ATTESA
ATTESA（アテーサ）は、日産自動車が開発した、前後輪に駆動力を配分する機械式センターデフに並列配置/並列駆動のビスカスカップリングを組み合わせたフルタイム四輪駆動 (4WD) システムである。1987年9月発売の日産・ブルーバード(U12型)に初採用された。
センターデフはベベルギアで、基本的に50:50の前後トルク配分をする。この点が、FWDを基本とし、前後輪の回転差が生じて初めてビスカストルクの力で駆動力をリアに伝える、従前のビスカス4WDと決定的に異なる。
ATTESAは、さらに前後のホイール間に回転差が生じると、センターデフと並行したビスカスLSD(リミテッド・スリップ・デフ)がトルクを発揮しはじめ、本来、50:50の駆動力配分を、適切な範囲で“再配分”が可能となっている。
ATTESAとは、"Advanced Total Traction Engineering System for All"のアクロニムであり、4輪駆動力最適制御に由来している。
また、広報やカタログでは「ATTESA＝4輪駆動最適制御システム」と銘打ち、その技術をアピールした。

## 解説
フルタイム4WDは、前後輪の回転差の吸収にデファレンシャルギア（デフギア）を用いており、これをセンターデフと呼ぶ。しかし、デフギアは片側に空転が生じた際、駆動力が全て空転した側に伝わり逃げてしまうという欠点を持つ。この欠点を解消するために、センターデフと駆動力制限装置であるビスカスカップリングを組み合わせたものを、日産が独自に命名した装置が「ATTESA」である。
センターデフ＋ビスカスLSD方式は、スバルや三菱などにも採用され、画期的な新技術として耳目を集めた。
1991年、フロント・センター・リアの3ヶ所にビスカスを持つトリプルビスカスモデルが、ブルーバード(U13型)に設定され、ATTESAシステムの技術的完成に至る。
なお、主駆動輪へトルクレーンを直結し、電子制御湿式多板クラッチで従駆動輪へと駆動力を取り出す「ATTESA E-TS」とは、その構造からして全く異なる。